# Émile Vandervelde
Émile Vandervelde, magyarosan Vandervelde Emil (Ixelles, 1866. január 25. – Brüsszel, 1938. december 27.) belga államférfi, szocialista politikus, szónok és szabadkőműves páholy tagja. Jogot tanult a brüsszeli egyetemen, 1885-ben lett jogi doktor, három év múlva pedig a társadalomtudományok doktora. A Belga Munkáspárt tagja volt,többször töltött be miniszterséget belga kormányokban, mint államminiszter és külügyminiszter. Utóbbiról először azért mondott le, mert a Népszövetségben nem akart Mussolinivel érintkezni. A spanyol polgárháború idején is szembe került a kormánnyal, mert nyíltan a megválasztott baloldali kormányt támogatta. Az Internacionáléban is vezető tisztségeket töltött be, többek között, az első világháború alatt, Hágában újranyílt nemzetközi iroda egyik vezetője lett, ebben a tisztségében próbálta Camille Huysmansszal együtt kibékíteni a háborús felek szociáldemokrata pártjait. Többször is járt Budapesten. A kollektivizmus és az ipar evoluciója (L'Evolution industrielle et le collectivisme) c. művét Wildner Ödön szociológus és Zalai Béla filozófus fordította le magyarra.

## Művei
- Les associations professionelles d'artisans et d'ouvriers en Belgique (1892)
- L'Evolution industrielle et le collectivisme (1896);
- Le question agraire en Belgique (1897)
- Le Socialisme en Belgique (1898), with Destrée
- L'Alcoolisme et les conditions de travail en Belgique (1899)
- Le propriété foncière en Belgique (1900)
- L'Exode rural et le retour aux champs (1903)
- Le Socialisme et l'agriculture (1906)
- Le Belgique et le Congo (1911)
- Three Aspects of The Russian Revolution (1918)
- Le pays d'Israel: un marxiste en Palestine (1929)

## Fordítás
- Ez a szócikk részben vagy egészben  az   Emile Vandervelde című angol Wikipédia-szócikk ezen változatának fordításán alapul.  Az eredeti cikk szerkesztőit annak laptörténete sorolja fel. Ez a jelzés csupán a megfogalmazás eredetét és a szerzői jogokat jelzi, nem szolgál a cikkben szereplő információk forrásmegjelöléseként.